# Бенолиэль, Сара
Сара Бенолиэль (порт. Sara Barchilon Benoliel, 12 апреля 1898, Борба, Амазонас — 20 декабря 1970, Лиссабон) — первая женщина-педиатр в Португалии; активная феминистка. Она сыграла важную роль в развитии педиатрии и ухода за детьми в стране в то время, когда была высокая детская смертность. Она была ответственной за несколько публикаций по педиатрии.

## Юные годы и образование
Сара Барчилон Бенолиэль родилась 12 апреля 1898 года в Борбе, к югу от Манауса, в штате Амазонас, Бразилия. Сара родилась в семье евреев-сефардов, которые изначально жили в Марокко. В семь лет она заболела полиомиелитом, от которого так и не выздоровела. Это сыграло решающую роль в её решении стать педиатром. В молодом возрасте она переехала в Португалию со своей семьёй. В 1925 году она окончила медицинский факультет Лиссабонского университета и в следующем году получила степень доктора, защитив диссертацию по туберкулёзному менингиту. Затем она прошла курсы педиатрии в Германии, Австрии и Франции. В 1928 году она стала натурализованной гражданкой Португалии.

## Карьера
Бенолиэль была первой женщиной-педиатром в Португалии. Ещё до того, как она получила квалификацию, она создала детский сад для больных детей в больнице Доны Эстефании в Лиссабоне. В 1930 году она организовала бесплатные курсы по уходу за детьми для матерей и учащихся в школах, а год спустя основала ясли для женского персонала в гражданских больницах, став директором образцового детского сада в больнице Санту-Антониу-дус-Капучо в Лиссабоне. В 1935 году она была назначена заведующей педиатрией на медицинском факультете, ранее работая там ассистентом профессора Хайме Салазара де Соуза, который ввёл специальность педиатра в Португалии. Она также была врачом в сестринской школе Жуана де Деуса и других больницах.

## Публикации
Бенолиэль опубликовала множество работ по уходу за детьми и педиатрии — предметам, которые были ещё слабо развиты в Португалии. В то время была высокая детская смертность, и Бенолиэль видела необходимость просвещать матерей и повышать осведомлённость общества в целом о воспитании детей. В частности, были опубликованы работы: «Некоторые заметки об уходе за матерями и детьми за рубежом» (1927) и «Предрассудки в уходе за детьми и способы борьбы с ними» (1935).

## Участие в политике
Она была членом Conselho Nacional das Mulheres Portuguesas (Национального совета португальских женщин), феминистской организации, которая с появлением женских ассоциаций, поддерживаемых авторитарным правительством Estado Novo, была закрыта в 1947 году. Она также была одной из первых женщин, водивших машину в Лиссабоне, что вызвало определённый скандал. Во время Второй мировой войны она работала с HEHABER, еврейской молодёжной организацией, которая сыграла важную роль в поддержке еврейских беженцев, прибывших в Португалию.
Сара Бенолиэль умерла 20 декабря 1970 года. Похоронена на еврейском кладбище в Лиссабоне.